# Medovník

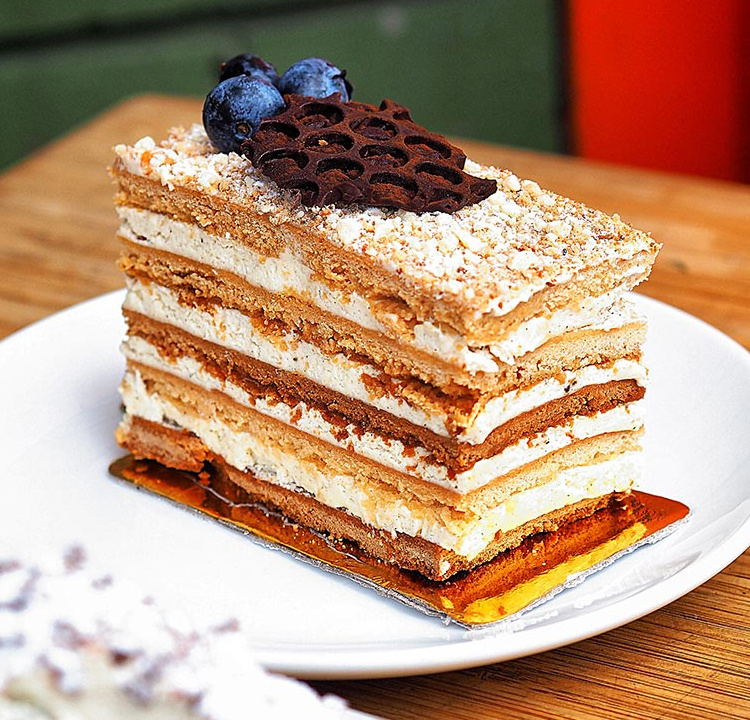
Medovník

Medovník je dort typický velkým obsahem medu z perníkového těsta proloženého krémem. Původ receptu je nejasný, je označován za ruský, staroslovanský, arménský nebo gruzínský. V Rusku je znám jako medovik (медовик) nebo kovrižka (коврижка).
Foodblogerka Victoria Drey na webu Russia Beyond uvádí příběh o tom jak Alžběta Alexejevna nesnášela med, ale o této skutečnosti nebyl zpraven nově najatý cukrář. Přes vysoký obsah si carevna dezert zamilovala. Jennifer Eremeeva na stejném webu spojuje popularitu medoviku s dobami Sovětského svazu, protože není zmiňován v tradičních kuchařských knihách, a obsahuje typickou ingredienci tohoto období – kondenzované mléko. Od roku 1997 je v Česku společností VIZARD vyráběn Medovník a jeho receptura je označována za staroslovanskou. V Česku je také od roku 2003 vyráběn medovník zvaný Marlenka, podle receptury Armén Gevorga Avetisjana, podle kterého je původ dortu staroarménský.
Podle časopisu Apetit obsahuje originální gruzínský recept na těsto med, cukr, mouku, vejce, rostlinný tuk, jedlou sodu a vlašské ořechy, a těsto je proloženo krémem z kondenzovaného mléka a másla. Americká foodblogerka ukrajinského původu Natasha Kravchuk uvádí recept s těstem z medu, cukru, mouky, másla, vajec a sody proloženým krémem z kysané smetany, tučné šlehačky a cukru. Existují také varianty s máslovým krémem nebo s custardem.